# Hearne
Hearne ist eine Stadt im Robertson County im US-Bundesstaat Texas in den Vereinigten Staaten. Das U.S. Census Bureau hat bei der Volkszählung 2020 eine Einwohnerzahl von 4.544 ermittelt.

## Geographie
Die Stadt liegt im mittleren Osten von Texas an den U.S. Highways 79 und 190 im Südwesten des Countys und hat eine Gesamtfläche von 10,6 km².

## Geschichte
Um 1840 baute ein Code Brown an der Stelle der heutigen Stadt eine Taverne, die als Postkutschenhalt für Reisende zwischen Houston und Port Sullivan diente. Gleichzeitig diente die Taverne als Gemischtwarenladen und Postbüro. Benannt wurde der Ort nach Christopher C. Hearne, einem Baumwollplantagenbesitzer in der Gegend.

## Demografische Daten
Nach der Volkszählung im Jahr 2000 lebten hier 4.690 Menschen in 1.710 Haushalten und 1.190 Familien. Die Bevölkerungsdichte betrug 441,7 Einwohner pro km2. Ethnisch betrachtet setzte sich die Bevölkerung zusammen aus 38,12 % weißer Bevölkerung, 44,41 % Afroamerikanern, 0,49 % amerikanischen Ureinwohnern, 0,17 % Asiaten, 0,04 % Bewohnern aus dem pazifischen Inselraum und 14,48 % aus anderen ethnischen Gruppen. Etwa 2,28 % waren gemischter Abstammung und 28,10 % der Bevölkerung waren spanischer oder lateinamerikanischer Abstammung.
Von den 1.710 Haushalten hatten 36,7 % Kinder unter 18 Jahre, die im Haushalt lebten. 39,2 % davon waren verheiratete, zusammenlebende Paare. 25,6 % waren allein erziehende Mütter und 30,4 % waren keine Familien. 27,8 % aller Haushalte waren Singlehaushalte und in 15,4 % lebten Menschen, die 65 Jahre oder älter waren. Die Durchschnittshaushaltsgröße betrug 2,70 und die durchschnittliche Größe einer Familie belief sich auf 3,31 Personen.
32,9 % der Bevölkerung waren unter 18 Jahre alt, 9,1 % von 18 bis 24, 24,3 % von 25 bis 44, 18,7 % von 45 bis 64, und 15,1 % die 65 Jahre oder älter waren. Das Durchschnittsalter war 32 Jahre. Auf 100 weibliche Personen aller Altersgruppen kamen 84,4 männliche Personen. Auf 100 Frauen im Alter von 18 Jahren und darüber kamen 77,8 Männer.

Das jährliche Durchschnittseinkommen eines Haushalts betrug 19.556 USD, das Durchschnittseinkommen einer Familie 25.538 USD. Männer hatten ein Durchschnittseinkommen von 24.013 USD gegenüber den Frauen mit 19.306 USD. Das Prokopfeinkommen betrug 9.716 USD. 31,2 % der Bevölkerung und 29,2 % der Familien lebten unterhalb der Armutsgrenze. Davon waren 45,2 % Kinder und Jugendliche unter 18 Jahren und 25,8 % waren 65 oder älter.

## Söhne und Töchter der Stadt
- Lance Hoyt (* 1977), Wrestler, siehe Lance Archer
- John Randle (* 1967), ehemaliger American-Football-Spieler in der NFL